# تشنارستان (مقاطعة دليجان)
تشنارستان (بالفارسية: چنارستان) هي قرية تقع في مركزي في إيران. يقدر عدد سكانها بـ 107 نسمة بحسب إحصاء 2016.